# انتخابات الرئاسة الأمريكية 1960
الانتخابات الرئاسية الأمريكية 1960 هي الانتخابات الرئاسية الأمريكية التي جرت في 8 نوفمبر 1960، لانتخاب رئيس الولايات المتحدة، فاز بالانتخابات جون كينيدي، حصل على 34220984 صوت.

## المرشحين
| المرشح         | الحزب | عدد الأصوات |
| -------------- | ----- | ----------- |
| جون كينيدي     |       | 34,220,984  |
| ريتشارد نيكسون |       | 34,108,157  |